# Кометтан, Оскар
Жан-Пьер Оска́р Кометта́н (Кометан, Комтан; фр. Jean-Pierre Oscar Comettant; 18 апреля 1819, Бордо — 24 января 1898, Монтивийе, департамент Приморская Сена) — французский пианист, музыкальный критик, композитор, писатель
 и журналист.

## Биография
В 1843 году окончил Парижскую консерваторию по классу композиции, ученик Антуана Эльвара и Микеле Карафа. Начал музыкальную карьеру как пианист, выступая в том числе с собственными фортепианными пьесами; написал также ряд вокальных сочинений, дуэты для скрипки и фортепиано. В 1848 году был удостоен золотой медали на конкурсе хоровых сочинений за представленный им «Марш рабочих» (фр. Marche des travailleurs).
Наибольшую известность Кометтан приобрёл как музыкальный критик, на протяжении нескольких десятилетий печатавшийся в газете Siècle; избранные статьи из этой газеты составили сборник «Музыка и музыканты» (фр. Musique et Musiciens; 1862). Среди прочего вошла в книгу и статья «Опыт исследования произведений Михаила Глинки, основоположника русской национальной оперы». Своей критикой Кометтан зарекомендовал себя как «убежденный и страстный антивагнерианец, он преклоняется перед Бетховеном и высоко чтит Берлиоза, в оперном жанре его увлекают Россини, Мейербер, Верди». Наиболее продолжительный резонанс вызвал разгромный отзыв Кометтана об опере Жоржа Бизе «Кармен»:

Изобретательные оркестровые детали, рискованные диссонансы, оркестровые тонкости не могут музыкально выразить утробное безумие м-ль Кармен и устремления её ревнивых ухажёров. <…> Ни в плане, ни в стиле оперы нет единства сценической и драматургической реализации. Г-н Бизе, который хочет исследовать то, о чём надо молчать, вынужден, к сожалению, искать там, где найти что-либо невозможно. Его музыке, истощённой школой поисков и диссонансов, следовало бы вернуться на путь музыкальной чистоты.

Помимо текущих статей, Кометтан опубликовал ряд книг о музыке. Важнейшие из них — биография Адольфа Сакса под названием «История одного изобретателя XIX века» (фр. Histoire d’un inventeur au 19ème siècle; 1860), в которой Кометтан выступал в защиту его авторских прав, и подробная книга «Музыка, музыканты и музыкальные инструменты различных народов мира» (фр. La Musique, les Musiciens, et les Instruments de musique chez les differents peuples du monde; 1869), написанная по материалам Всемирной выставки 1867 года в Париже. В 1874 г. напечатал отдельной книгой очерк жизни и творчества пианиста Франсиса Планте. В заслугу Кометтану ставят «донесение до широкой публики, в живой и ясной манере, сведений о музыке, музыкознании и музыкальных инструментах».
Кроме того, Кометтан с удовольствием путешествовал и оставил ряд популярных книг о разных странах. В 1852—1855 гг. он находился в США, опубликовав по возвращении книгу «Три года в Соединённых Штатах» (фр. Trois ans aux Etats-unis; 1857); Николай Добролюбов относил эту книгу к числу сочинений, в которых «более общих фраз и игривых анекдотов, ничего не доказывающих, нежели деловых и официальных замечаний. Но зато у них более лёгкости и живости, более сноровки в общих очерках, более умения группировать свои заметки так, чтобы они оставляли то общее впечатление, какое автору хотелось произвести, и в то же время не были обременительны для читателя». В 1865 году вышла книга Кометтана «Дания как она есть» (фр. Le Danemark tel qu’il est), содержащая в том числе и впечатления автора от Датской войны 1864 года. Наконец, по итогам поездки в 1888 г. в Австралию, в связи с международной выставкой в Мельбурне, Кометтан напечатал книгу очерков «В стране кенгуру и золотых жил» (фр. Au pays des kangourous et des mines d'or; 1890, английский перевод 1980).
С 1871 г. руководил в Париже собственной музыкальной школой. Выступал как организатор различных музыкальных мероприятий; в частности, в 1886 г. интерес критики вызвали проведённые им в Париже Вечера скандинавской музыки.